# Isaak ben Eleasar
R. Isaak ben Eleasar (auch Isaak ben Eleazar, gewöhnlich Isaak ben Chaqola oder Isaak b. Chakula) war ein jüdischer Gelehrter des Altertums, wird zu den palästinischen Amoräern der zweiten Generation gezählt und lebte und wirkte im dritten nachchristlichen Jahrhundert.
Er lebte in Cäsarea und stand bei seinen Zeitgenossen, zu denen u. a. Jehoschua ben Levi gehörte, in solch hohem Ansehen, dass man den Vers (2,20 ) auf ihn bezogen haben soll:

„Aber der Ewige in seinem heiligen Tempel — still sei vor ihm die ganze Erde.“

Auch soll er dem größten Gelehrten seiner Zeit, Rabbi Jochanan, die Leichenrede gehalten haben.